# David Hampshire
David Hampshire (Mickleover (Derby, Derbyshire), 29 december 1917 - Newton Solney (South Derbyshire), 25 augustus 1990) was een Formule 1-coureur uit Groot-Brittannië. Hij reed in 1950 2 Grands Prix voor het team Maserati.